# Giuseppe Leoni (politico)
Giuseppe Leoni (Mornago, 15 aprile 1947) è un politico, giornalista e architetto italiano.

## Biografia
Si diplomò all'Istituto Tecnico Commerciale Statale F. Daverio di Varese e si laureò in architettura al Politecnico di Milano. Conobbe Umberto Bossi in un centro filologico nell'ambito delle attività alle quali entrambi partecipavano per la salvaguardia della lingua lombarda. Nel 1984 Giuseppe Leoni fu tra i fondatori della Lega Autonomista Lombarda, che divenne poi la Lega Lombarda. Venne eletto consigliere comunale a Varese nelle elezioni amministrative del 1985; fu soprattutto in occasione del suo discorso, pronunciato interamente in dialetto varesotto e nel quale condannò l'estraneità del consiglio comunale rispetto alla realtà culturale e sociale varesina, che la Lega Lombarda cominciò a prendere coscienza e ad accrescere la propria notorietà e sostegno elettorale. Venne poi eletto alla Camera dei deputati nel 1987, subentrando a Bossi che optò per il Senato. Dopo le elezioni politiche del 1992 Leoni passò al Senato: in questo periodo fu presidente della Consulta cattolica della Lega Nord.
Nel 1993 Leoni ricevette un avviso di garanzia per la vicenda di un finanziamento illecito in cui sarebbe stato coinvolto in quanto responsabile editoriale di una radio locale; il reato venne poi prescritto.
Nel 1994 è rieletto alla Camera nel collegio uninominale di Gallarate, appoggiato dal Polo delle Libertà con il ruolo di vice capogruppo vicario della Lega Nord alla Camera. Dal 1995 al 1999 è Presidente della Lega Lombarda subentrando a Roberto Calderoli. Due anni dopo la Lega lo candida al Senato nel collegio di Varese, ma arriva terzo; ritorna in parlamento nel 1999, come primo degli esclusi, grazie alle dimissioni di Francesco Speroni, eletto al Parlamento europeo. Nel frattempo diventa il leader del movimento dei Cattolici Padani, che si presenta nel 1997 alle elezioni per il cosiddetto parlamento della Padania, gestite e organizzate dalla Lega, mentre, in occasione delle elezioni amministrative del 1998, promuove la stessa lista nella coalzione del "Blocco padano".
Alle elezioni politiche del 2001 si ripresenta nel collegio senatoriale di Varese per la lista "Va' pensiero Padania": il suo risultato (3,9%) è il più alto per questa lista in Lombardia, ma è insufficiente per fargli ottenere la riconferma, che arriva invece nel 2006 e nel 2008.
Appassionato di volo sportivo, titolare di una licenza di pilota civile, dal 2002 al 2018 alla guida dell'Aero Club d'Italia, prima come commissario straordinario, poi come presidente eletto e quindi ancora come commissario straordinario, ottenendo in ultimo, nel luglio 2012, con un emendamento ad personam da lui stesso presentato al disegno di legge denominato “Spending Review” il rinnovo per un ulteriore anno del mandato commissariale.
A seguito di indagini della Guardia di Finanza, su richiesta della Corte dei Conti del Lazio, nella gestione commissariale dell'AeCI, il 14 maggio 2013 Giuseppe Leoni è stato citato dalla Procura Regionale del Lazio della Corte Dei Conti per il pagamento di danno erariale di circa 19 000 euro con ulteriori indagini in corso per altri analoghi casi, successivamente la Corte dei Conti con Sent. N. 730/2013, ha assolto Giuseppe Leoni dall'accusa di illecito amministrativo contabile; l'assoluzione è giunta con formula piena.
Leoni è stato condannato in primo grado dalla Sez. X del Tribunale di Roma a tre anni di reclusione, a 80 000 euro di multa e all'interdizione dai pubblici uffici. Per effetto della legge Severino, l'interdizione non si applica, poiché come presidente dell'Aero Club d'Italia non ha deleghe gestionali dirette.
Nell'agosto 2020 prende pubblicamente posizione contro la nuova Lega di Matteo Salvini affermando che "la Lega Nord è un'altra cosa", che il progetto iniziale della Lega Nord è "stato tradito" e che Salvini "ha scambiato il concetto di federalismo con quello di federale fascista".
Nel 2024 aderisce a Patto per il Nord, associazione che riunisce diverse sigle di ispirazione autonomista.